# Fraunhofer-Institut für Photonische Mikrosysteme
Das Fraunhofer-Institut für Photonische Mikrosysteme (IPMS), auch »Fraunhofer IPMS« genannt, ist eine Einrichtung der Fraunhofer-Gesellschaft und hat seinen Sitz in Dresden. Seine Aktivitäten sind der angewandten Forschung und Entwicklung in den Fächern Mikrosystemtechnik, Halbleiterphysik, Mikroelektronik, Elektronik-Design und Photophysik (v. a. Photonik, Optik und Nanotechnologie) zuzuordnen.

## Forschung und Entwicklung
Das Institut hat spezielle Kompetenzen in der Nutzung von Mikrosystemen (MEMS, MOEMS, CMOS) mit innovativen Systemeigenschaften.
Das Institut ist Teil des Fraunhofer-Verbundes Mikroelektronik sowie der Forschungsfabrik Mikroelektronik Deutschland und engagiert sich in zahlreichen regionalen und internationalen Netzwerken der Mikroelektronik und Mikrosystemtechnik.
Die Forschungsschwerpunkte im Überblick:

### Mikroscannerspiegel
Die hier entwickelten Mikroscannerspiegel zeichnen sich besonders durch einen großen Scanbereich, geringe Chipgröße, geringe Leistungsaufnahme sowie exzellente elektro-mechanische und mechanische Eigenschaften aus. Das Fraunhofer IPMS beschäftigt sich u. a. mit anwendungsspezifischen Scannern z. B. für FTIR-Spektrometer, die konfokale Mikroskopie, hochminiaturisierte Displays, für die Bildaufnahme in Endoskopen sowie für die Abstandsmessung (Triangulation).

### Flächenlichtmodulatoren
Flächenlichtmodulatoren werden von Spiegelarrays mit bis zu 1 Million Mikrospiegeln auf einem Halbleiterchip gebildet. Jeder Spiegel lässt sich durch die integrierte Ansteuerschaltung individuell kippen oder absenken. Diese Systeme können z. B. Wellenfrontstörungen in weiten Spektralbereichen korrigieren und damit die Wiedergabequalität von Bildern verbessern. Darüber hinaus sind die Bauelementefunktionalitäten besonders in der Augenheilkunde, Astronomie und Mikroskopie sowie bei räumlicher und zeitlicher Laserstrahl- und Pulsformung sehr gefragt.

### Sensor&Aktorsysteme
Die am Institut entwickelten Systeme kombinieren selbstentwickelte Sensoren und Aktoren mit kommerziell erhältlichen Komponenten zu Systemen mit geringsten Baugrößen. Neben der Hardware schließen die angebotenen Leistungen auch Softwareentwurf sowie optisches Systemdesign mit ein.

### Photonische Systeme
Das Institut entwickelt komplette kundenspezifische photonische Systemlösungen. Diese umfassen die Integration aller Systemkomponenten (MEMS, MOEMS, CMOS, Elektronik, Optik und Software) basierend auf den im Fraunhofer IPMS entwickelten mikromechanischen Spiegeln und Spiegelarrays. Bei der Vielzahl möglicher Anwendungen hervorzuheben sind die spektral aufgelöste optische Signalerfassung und -verarbeitung sowie die Realisierung ultra-kompakter Systeme für Displays und Bilderfassung.

### Datenkommunikation
Das Institut entwickelt Mikrosysteme zur Datenkommunikation. Dies umfasst die Entwicklung von Modulen zur optischen Kommunikation, auch als Li-Fi bekannt. Ein weiterer Entwicklungsschwerpunkt ist IP-Core Design für FPGAs und ASIC.

## Infrastruktur
Am Institut arbeiten mehr als 500 Mitarbeitende. Das Institut wird von Harald Schenk geleitet.
Es unterhält zwei Reinräume: Einen 1500 m² großen MOEMS/MEMS-Reinraum (Klasse 4 nach ISO 14644-1), der für die Technologieentwicklung bis hin zur Pilotfertigung von Mikrosystemen auf 200 mm Wafern genutzt werden kann. Der zweite bietet 2700 m² Reinraumfläche der Klasse 6 und 3 (nach ISO 14644-1) sowie Laborflächen für über 80 Prozessierungs- und Analytiktools für die Prozess- und Materialentwicklung auf 300 mm Wafern.

## Kooperationen
Das Fraunhofer IPMS ist Mitglied des Wissenschaftsverbundes DRESDEN-concept, das im Rahmen Zukunftskonzeptes der TU Dresden 2010 gegründet wurde und die Zusammenarbeit Dresdener Forschungseinrichtungen verschiedener Fachrichtungen fördert.